# كيفن ماغيري (رسام بالرصاص)
كيفن ماغيري (بالإنجليزية: Kevin Maguire)‏ هو رسام بالرصاص أمريكي، ولد في 9 سبتمبر 1960 في كيرني في الولايات المتحدة.

## وصلات خارجية
- كيفن ماغيري على موقع IMDb (الإنجليزية)